# Storbritanniens Grand Prix 2017
Storbritanniens Grand Prix 2017, officiellt 2017 Formula 1 Rolex British Grand Prix, var ett Formel 1-lopp som kördes den 16 juli 2017 på Silverstone Circuit som är belägen strax utanför Silverstone i Storbritannien. Loppet var det fjärde av sammanlagt tjugo deltävlingar ingående i Formel 1-säsongen 2017 och kördes över 51 varv.
Loppet skulle ha körts 52 varv men kortades till 51 varv. Under formationsvarvet fick Jolyon Palmer fel på hydrauliken och blev stående på Hangar Straight. Starten avbröts och ytterligare ett formationsvarv fick läggas till och som räknades av från den totala race-distansen.

## Resultat

### Kval
| Pos.                    | Nr | Förare            | Konstruktör               | Kvaltider | Kvaltider | Kvaltider | Start- grid |
| Pos.                    | Nr | Förare            | Konstruktör               | Q1        | Q2        | Q3        | Start- grid |
| ----------------------- | -- | ----------------- | ------------------------- | --------- | --------- | --------- | ----------- |
| 1                       | 44 | Lewis Hamilton    | Mercedes                  | 1.39,069  | 1.27,893  | 1.26,600  | 1           |
| 2                       | 7  | Kimi Räikkönen    | Ferrari                   | 1.40,455  | 1.28,992  | 1.27,147  | 2           |
| 3                       | 5  | Sebastian Vettel  | Ferrari                   | 1.39,962  | 1.28,978  | 1.27,356  | 3           |
| 4                       | 77 | Valtteri Bottas   | Mercedes                  | 1.39,698  | 1.28,732  | 1.27,376  | 9a          |
| 5                       | 33 | Max Verstappen    | Red Bull Racing-TAG Heuer | 1.38,912  | 1.29,431  | 1.28,130  | 4           |
| 6                       | 27 | Nico Hülkenberg   | Renault                   | 1.39,201  | 1.29,340  | 1.28,856  | 5           |
| 7                       | 11 | Sergio Pérez      | Force India-Mercedes      | 1.42,009  | 1.29,824  | 1.28,902  | 6           |
| 8                       | 31 | Esteban Ocon      | Force India-Mercedes      | 1.39,738  | 1.29,701  | 1.29,074  | 7           |
| 9                       | 2  | Stoffel Vandoorne | McLaren-Honda             | 1.40,011  | 1.30,105  | 1.29,418  | 8           |
| 10                      | 8  | Romain Grosjean   | Haas-Ferrari              | 1.42,042  | 1.29,966  | 1.29,549  | 10          |
| 11                      | 30 | Jolyon Palmer     | Renault                   | 1.41,404  | 1.30,193  |           | 11          |
| 12                      | 26 | Daniil Kvyat      | Toro Rosso                | 1.41,726  | 1.30,355  |           | 12          |
| 13                      | 14 | Fernando Alonso   | McLaren-Honda             | 1.37,598  | 1.30,600  |           | 20b         |
| 14                      | 55 | Carlos Sainz, Jr. | Toro Rosso                | 1.41,114  | 1.31,368  |           | 13          |
| 15                      | 19 | Felipe Massa      | Williams-Mercedes         | 1.41,874  | 1.31,482  |           | 14          |
| 16                      | 18 | Lance Stroll      | Williams-Mercedes         | 1.42,573  |           |           | 15          |
| 17                      | 20 | Kevin Magnussen   | Haas-Ferrari              | 1.42,577  |           |           | 16          |
| 18                      | 94 | Pascal Wehrlein   | Sauber-Ferrari            | 1.42,593  |           |           | 17          |
| 19                      | 9  | Marcus Ericsson   | Sauber-Ferrari            | 1.42,633  |           |           | 18          |
| 20                      | 3  | Daniel Ricciardo  | Red Bull Racing-TAG Heuer | 1.42,966  |           |           | 19c         |
| 107 %-gränsen: 1.44,429 |    |                   |                           |           |           |           |             |
| Källor:                 |    |                   |                           |           |           |           |             |

- ^a  – Valtteri Bottas bestraffades med fem platsers nedflyttning på startgriden efter ett icke schemalagt växellådsbyte.[6] (Enligt FIA:s reglemente måste en och samma växellåda användas sex tävlingshelger i rad. Bryts den kedjan bestraffas föraren med fem placeringars nedflyttning.)[7]
- ^b  – Fernando Alonso bestraffades med trettio platsers nedflyttning på startgriden efter att ett flertal komponenter, utanför det tillåtna, i motorenheten bytts ut.[8]
- ^c  – Daniel Ricciardo bestraffades med fem platsers nedflyttning på startgriden efter ett icke schemalagt växellådsbyte samt med tio platsers nedflyttning efter att ett flertal komponenter, utanför det tillåtna, i motorenheten bytts ut. Ricciardo som kvalade in på sista plats fick dock starta från nittonde startrutan då Alonso fick trettio platser nedflyttning.

### Lopp
| Pos.    | Nr | Förare            | Konstruktör               | Varv | Tid/Bröt       | Grid | Poäng |
| ------- | -- | ----------------- | ------------------------- | ---- | -------------- | ---- | ----- |
| 1       | 44 | Lewis Hamilton    | Mercedes                  | 51   | 1:21.27,430    | 1    | 25    |
| 2       | 77 | Valtteri Bottas   | Mercedes                  | 51   | +14,063        | 9    | 18    |
| 3       | 7  | Kimi Räikkönen    | Ferrari                   | 51   | +36,570        | 2    | 15    |
| 4       | 33 | Max Verstappen    | Red Bull Racing-TAG Heuer | 51   | +52,125        | 4    | 12    |
| 5       | 3  | Daniel Ricciardo  | Red Bull Racing-TAG Heuer | 51   | +1.05,955      | 19   | 10    |
| 6       | 27 | Nico Hülkenberg   | Renault                   | 51   | +1.08,109      | 5    | 8     |
| 7       | 5  | Sebastian Vettel  | Ferrari                   | 51   | +1.33,989      | 3    | 6     |
| 8       | 31 | Esteban Ocon      | Force India-Mercedes      | 50   | +1 varv        | 7    | 4     |
| 9       | 11 | Sergio Pérez      | Force India-Mercedes      | 50   | +1 varv        | 6    | 2     |
| 10      | 19 | Felipe Massa      | Williams-Mercedes         | 50   | +1 varv        | 14   | 1     |
| 11      | 2  | Stoffel Vandoorne | McLaren-Honda             | 50   | +1 varv        | 8    |       |
| 12      | 20 | Kevin Magnussen   | Haas-Ferrari              | 50   | +1 varv        | 16   |       |
| 13      | 8  | Romain Grosjean   | Haas-Ferrari              | 50   | +1 varv        | 10   |       |
| 14      | 9  | Marcus Ericsson   | Sauber-Ferrari            | 50   | +1 varv        | 18   |       |
| 15      | 26 | Daniil Kvyat      | Toro Rosso                | 50   | +1 varv        | 12   |       |
| 16      | 18 | Lance Stroll      | Williams-Mercedes         | 50   | +1 varv        | 15   |       |
| 17      | 94 | Pascal Wehrlein   | Sauber-Ferrari            | 50   | +1 varv        | 17   |       |
| Bröt    | 14 | Fernando Alonso   | McLaren-Honda             | 32   | Bränslepump    | 20   |       |
| Bröt    | 55 | Carlos Sainz, Jr. | Toro Rosso                | 0    | Kollisiona     | 13   |       |
| DNS     | 30 | Jolyon Palmer     | Renault                   | 0    | Hydraulläckage | —b   |       |
| Källor: |    |                   |                           |      |                |      |       |

- ^a  – De bägge Toro Rosso-förarna Daniil Kvyat och Carlos Sainz, Jr. kolliderade på första varvet. Kvyat klarade sig oskadd ur situationen medan Sainz fick bryta loppet.[11]
- ^b  – Jolyon Palmer kom ej till start efter att fått stopp på bilen under formationsvarvet.[9]